# Balloch Castle

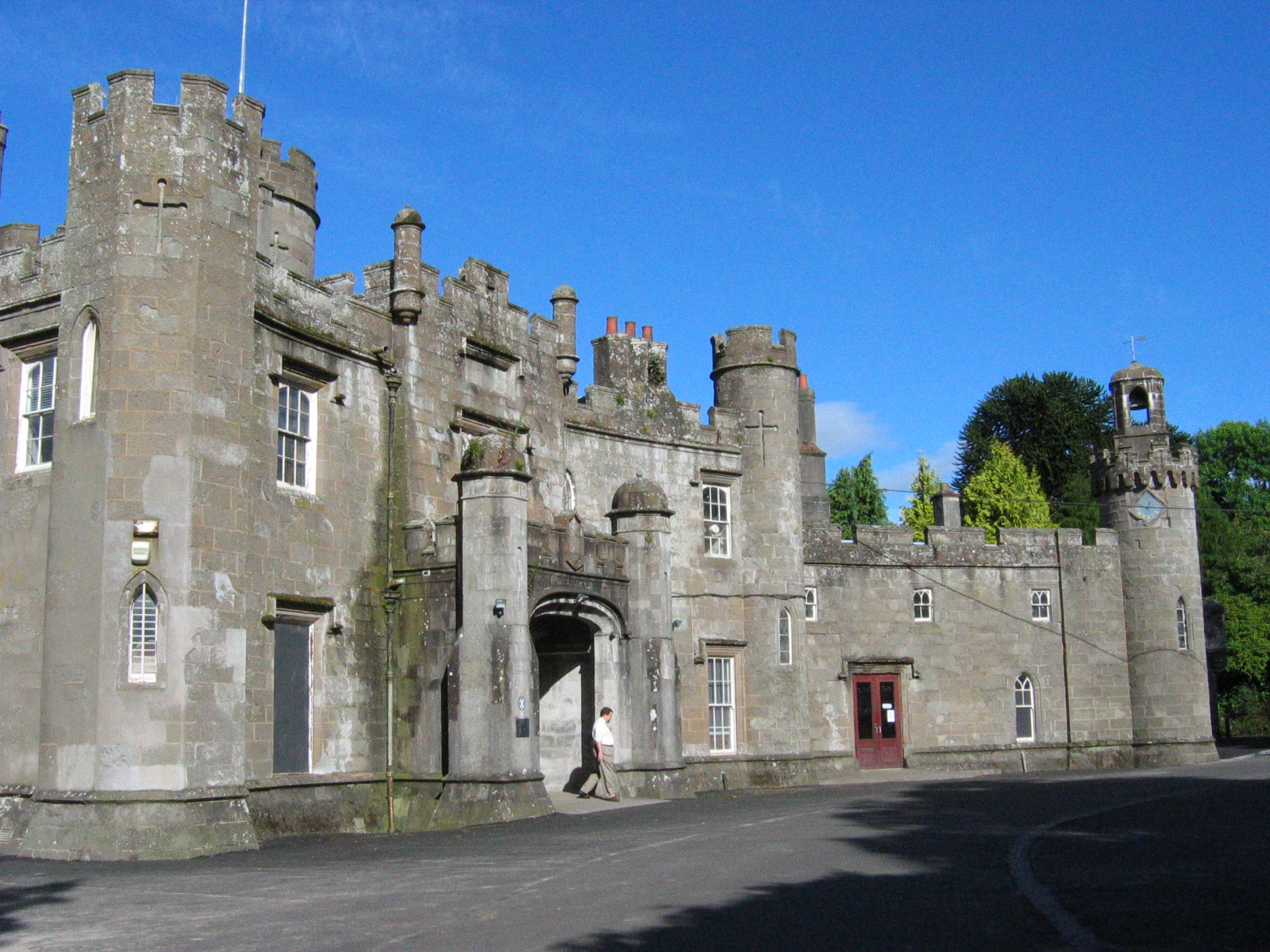
Balloch Castle

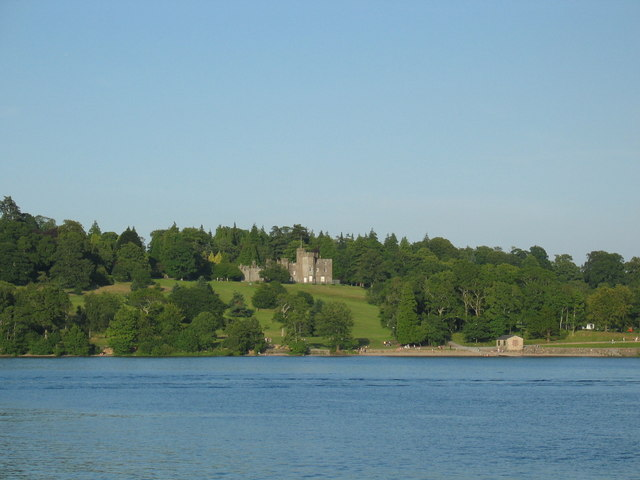
Anblick von Loch Lomond

Balloch Castle ist ein Schloss nahe der schottischen Stadt Balloch in West Dunbartonshire. 1971 wurde das Gebäude in die schottischen Denkmallisten in der höchsten Kategorie A, 1987 die Außenanlage in das Inventory of Gardens and Designed Landscapes in Scotland aufgenommen.

## Geschichte

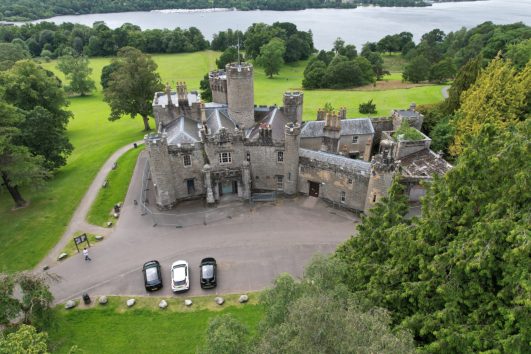
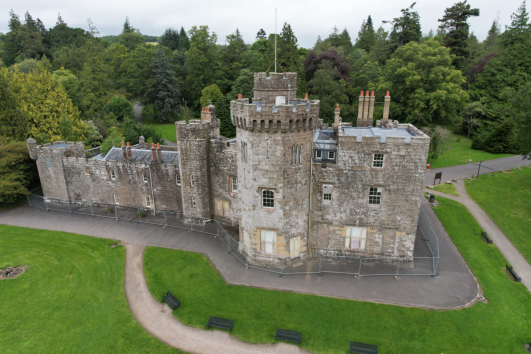
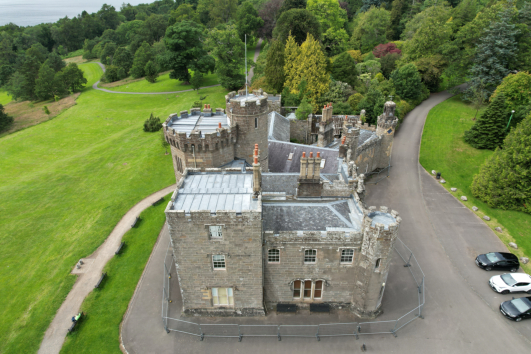
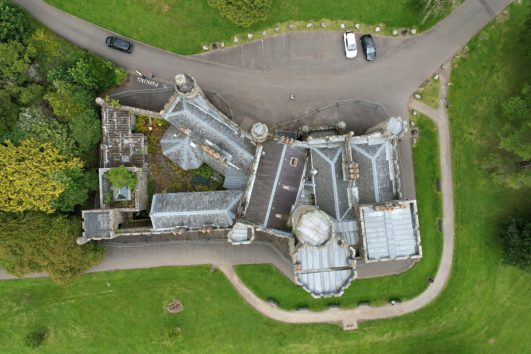

Im Jahre 1072 sprach König Malcolm III. dem Clan Lennox die Ländereien am Loch Lomond zu. 1238 errichteten sie eine Burg am Seeufer (Old Balloch Castle), das als Stammsitz der Earls of Lennox diente. Um 1390 gaben sie das Bauwerk zu Gunsten von Inchmurrin Castle auf der Seeinsel Inchmurrin auf, welche als sicherer angesehen wurde. Die Burg wechselte in den Besitz eines anderen Zweiges des Clan Lennox, der sie bis 1652 nutzte. James Stewart, 4. Duke of Lennox verkaufte das Anwesen an John Colquhoun of Luss. Der heute noch erkennbare Hügel der Motte ist als Scheduled Monument denkmalgeschützt.
Zu Beginn des 19. Jahrhunderts erwarb John Buchanan of Ardoch das Anwesen. Er ließ das rund 500 m nördlich der älteren Burg gelegene heutige Schloss Balloch Castle errichten. Das zwischen 1808 und 1809 erbaute Gebäude ist eines von drei Schlössern des englischen Architekten Robert Lugar in der Region Dunbartonshire. 1830 kaufte Gibson Stott das Anwesen auf und wertete die Anlage auf. Nachdem A. J. Dennistoun-Brown 1845 das Schloss erworben hatte, kaufte 1914 schließlich die Glasgow Corporation das Bauwerk für 30.000 £. Sie erhofften sich eine Steigerung der Passagierzahlen ihrer Züge nach Balloch, indem sie eine Touristenattraktion in der Umgebung der Stadt schufen. Der Distrikt Dumbarton pachtete das Gelände im Jahre 1975 und eröffnete es 1981 als Landschaftspark. Seit 2002 ist die Anlage Teil des Loch-Lomond-and-the-Trossachs-Nationalparks. Seit 2008 ist Balloch Castle im Register gefährdeter denkmalgeschützter Bauwerke gelistet. Sein Zustand wird jedoch als gut bei geringer Gefährdung eingestuft.

## Beschreibung
Balloch Castle liegt nördlich von Balloch etwa 250 m östlich des Loch-Lomond-Ufers. Architektonisch weist es Merkmale des tudorgotischen Stils auf. Das Mauerwerk des zweistöckigen Schlosses besteht aus Sandstein. Es ist mit Zierbändern, Türmen und an der nach Osten weisenden Vorderseite mit Zinnen versehen. Das Hauptgebäude ist symmetrisch mit fünf vertikalen Achsen aufgebaut. Der mittige Eingangsbereich schließt mit einem flachen Rundbogen und wird von oktogonalen Türmchen flankiert. Rechts schließt sich ein niedrigerer, zweistöckiger Flügel an, der mit einem Turm abschließt.